# Římskokatolická farnost Bludov
Římskokatolická farnost Bludov je územní společenství římských katolíků s farním kostelem svatého Jiří v děkanátu Šumperk.

## Historie farnosti
Farní kostel stojí na stejném místě v geometrickém středu původní obce zřejmě od jejího založení na konci 12. století. Původně byl dřevěný, v roce 1588 byl vystavěn z pevného zdiva. Celý kostel byl v roce 1764 barokně upraven (kněžiště, sakristie, oratoř). V letech 1837–1838 byl kostel kromě věže a jižní zdi zbořen a zvětšen do dnešní podoby.
Historie farnosti, kostela, kostelíčka, drobné sakrální architektury, bludovských kněží apod. je podrobně popsána v knize místního rodáka Stanislava Balíka Pozdvihni se duše z prachu. Příběh bludovské farnosti sv. Jiří (z roku 2013).

## Duchovní správci
Od července 2012 je farářem R. D. Mgr. Otto Sekanina.

## Území farnosti
Do farnosti náleží území těchto obcí:
- Bludov
  - farní kostel sv. Jiří
  - filiální a poutní kostel Božího Těla
  - kaple Nejsvětější Trojice
- Bohutín
  - filiální kostel Narození Panny Marie

## Bohoslužby
| Kostel               | Místo   | Bohoslužba (den)            | Hodina                         | Poznámka        |
| -------------------- | ------- | --------------------------- | ------------------------------ | --------------- |
| svatého Jiří         | Bludov  | neděle pondělí středa pátek | 8.45 17.30 (zima)/18.00 (léto) | farní kostel    |
| Narození Panny Marie | Bohutín | neděle                      | 7.30                           | filiální kostel |

## Aktivity ve farnosti
Ve farnosti se pravidelně koná tříkrálová sbírka. V roce 2020 se při ní vybralo v Bohutíně 24 077 Kč a v Bludově 106.614 Kč. 
Pro farnosti děkanátu Šumperk vychází měsíčník Tamtam.  V bohutínské kapli se v roce 2018 uskutečnila Noc kostelů.
Na jaře, v neděli po Božím Těle, bývá hlavní pouť u kostelíčka Božího Těla; tamtéž bývá na začátku září pouť ke svaté Rozálii, jež je od roku 1855 spolupatronkou bludovské farnosti.